# Gereedschapskist

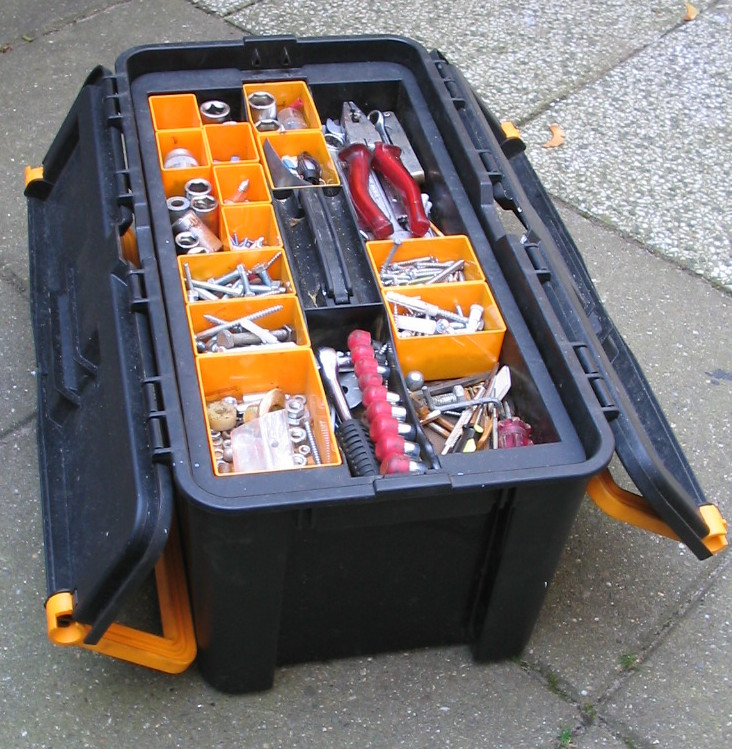
Een gereedschapskist

Een gereedschapskist is een draagbare kist met een handvat waarin een amateur of professioneel klusser zijn handgereedschap kan opbergen. 
Vaak bevat een gereedschapskist ook vakjes waarin bijvoorbeeld bouten, moeren en schroeven kunnen worden bewaard.
Basisinhoud
- Schroevendraaiers
- Hamer
- Combinatietang
- Waterpomptang
- Booromslag
- Waterpas
- Duimstok
- Steeksleutels
- Ringsleutels
- Spijkers
- Pluggen
- Schroeven
- Boutjes
- Moertjes
- Kit